# Thysanoteuthis rhombus
El calamar diamante (Thysanoteuthis rhombus) es una especie de molusco cefalópodo de la familia Thysanoteuthidae.

## Descripción
Es un calamar de gran tamaño, su cuerpo puede llegar a medir hasta un metro. Debe su nombre a sus grandes aletas de forma de rombo o diamante que se extienden a lo largo del cuerpo.

## Distribución y hábitat
Se distribuye por aguas tropicales y subtropicales de todo el mundo. Se encuentra principalmente cerca de la superficie en alta mar.